# Priapatius
Priapatius (Priapatias, Friapites, part. pryptk 215 r. p.n.e.–176 r. p.n.e.) – król Partów w latach ok. 191 p.n.e. do ok. 176 p.n.e.
Był wnukiem Tirydatesa, brata Arsakesa I założyciela dynastii Arsacydów. O wydarzeniach z czasów jego panowania właściwie nic nie wiadomo. Justynus podaje, że panował piętnaście lat. Był ojcem trzech późniejszych królów partyjskich: Fraatesa I (który panował tuż po nim), Mitrydatesa I i Artabanusa I.

### Źródła
- Marek Junianus Justynus: Zarys dziejów powszechnych starożytności na podstawie Pompejusza Trogusa. Przełożył, wstępem i komentarzem opatrzył Ignacy Lewandowski. Warszawa: Instytut Wydawniczy Pax, 1988, s. 233. ISBN 83-211-0871-7.

### Opracowania
- Encyclopaedia Britannica, 15th edition, Encyclopaedia Britannica Inc., William Benton, Publisher, 1943–1973, Helen Hemingway Benton, Publisher.
- Bogdan Składanek: Historia Persji. T. I. Warszawa: Wydawnictwo Akademickie Dialog, 2004. ISBN 83-88238-09-4.